# Елізабет Аєр
Елізабет Аєр (англ. Elizabeth Ayer; 13 жовтня 1897 — 4 серпня 1987) — американська архітекторка. Одна з найвидатніших архітекторок Сієтлу, яка віддала професійній праці понад 50 років. Перша жінка, яка закінчила професійну програму навчання з архітектури у Вашингтонському університеті, та перша жінка, зареєстрована як архітектор в штаті Вашингтон.

## Життя і кар'єра
Елізабет Аєр народилася у 1897 році в Олімпії, Вашигтон. В 1916 році вступила до Вашингтонського університету, де у 1921 році закінчила бакалаврський курс з архітектури. В 1919 році, ще студенткою, працювала у Ендрю Вілатсена. Наступного року почала довготривалу співпрацю з архітектором з Сієтлу Едвіном Айві. У 1922–1923 роках працювала в Нью-Йорку, через рік знову повернулася до співпраці з Айві у Сієтлі.
В кінці 1920-х Елізабет Аєр вже була відома як «колега» Айві. Впродовж 1920-30-х років вона відігравала ключову роль у розробці та втіленні у життя приватних маєтків Айві. Приблизно у 1930 році Аєр зареєструвалася як архітектор у штаті Вашингтон.
В 1940 році Едвін Айві загинув в автокатастрофі. Елізабет Аєр очолила фірму та ще з одним працівником, Роландом Лемпінгом, продовжила працювати. В 1942 році вони тимчасово припинили працювати через Другу світову війну, протягом якої Аєр працювала в Інженерному корпусі США. Після 1945 року вона відновила архітектурну практику. В 1950 році назва фірми була змінена на «Аєр & Лемпінг».
Елізабет Аєр вийшла на пенсію у 1970 році після 50-ти років професійної кар'єри. Вона переїхала в Лейсі, Вашингтон, де допомагала Комісії з планування до 1980 року. 
Елізабет Аєр померла в Лейсі у 1987 році, у віці 89 років.